# نموذج مبدئي

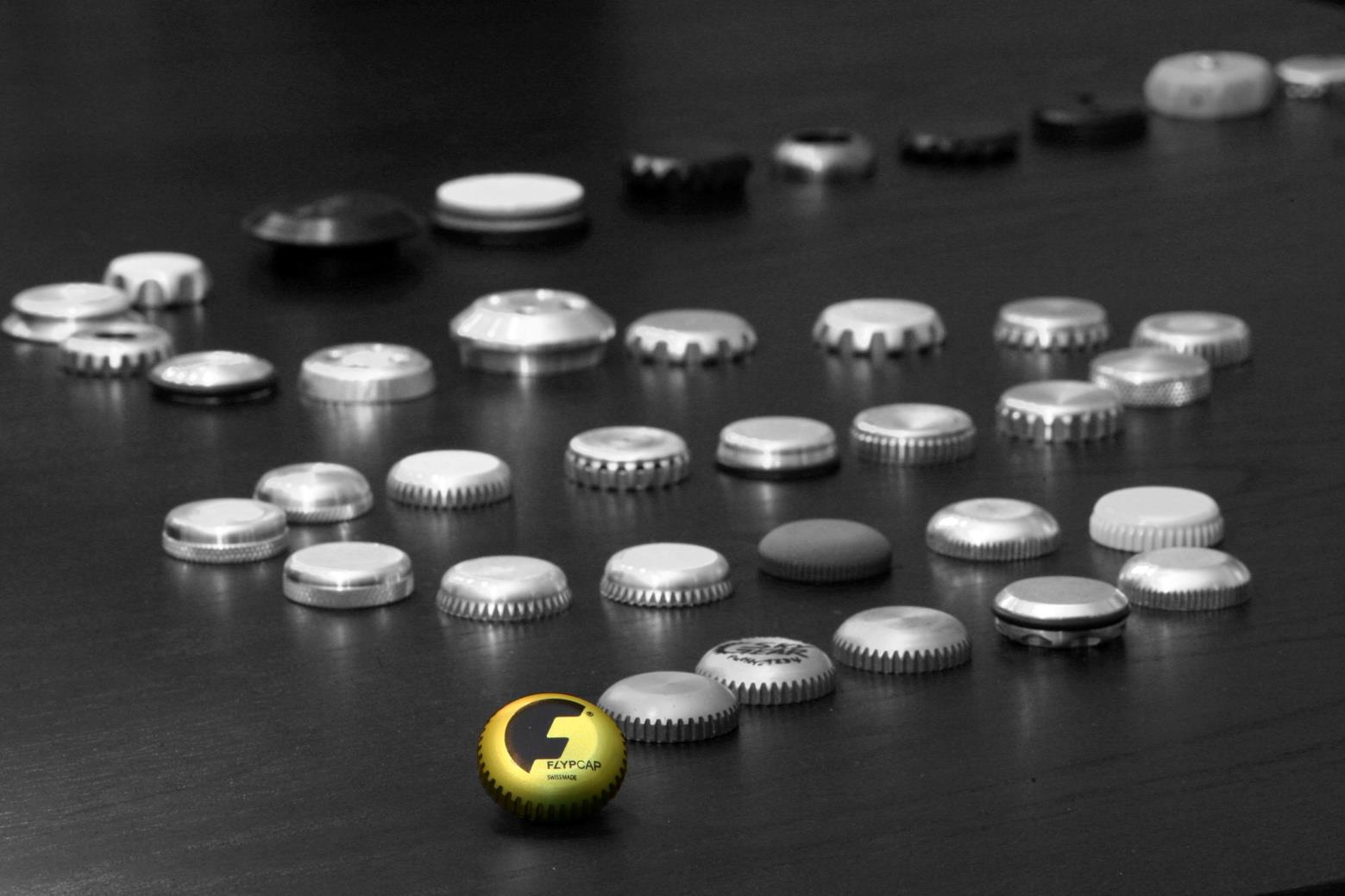
مجموعة من النماذج المبدئية أدت للتصميم النهائي

نموذج مبدئي قد تكون عينة مبدئية، مجسم، أو إطلاق منتج لبناء تجربة لاختبار مفهوم وأساس الفكرة أو العملية أو لتمثل شيئاً سيتم انتاجه. وهو مصطلح يستخدم في العديد من السياقات، والتي تضم علم المعاني، التصميم، الإلكترونيات نمذجة البرمجيات.
النموذج المبدئي مصمم لاختبار ولتجربة تصميم جديد ولتحسين الضبط بتحليل المستخدمين والأنظمة. النمذجة المبدئية تهدف إلى إعطاء مواصفات حقيقة لنظام العمل بدلاً عن النموذج النظري.
في نماذج سير العمل إنشاء النماذج المبدئية (العملية أو في بعض الأحيان تسمى التجسيد) هي الخطوة بين هيكلة وتقييم الفكرة.